# Frederick Cavendish Ponsonby
Frederick Cavendish Ponsonby (ur. 6 lipca 1783, zm. 11 stycznia 1837 w Basingstoke) – brytyjski arystokrata, polityk i wojskowy, młodszy syn Fredericka Ponsonby’ego, 3. hrabiego Bessborough i lady Henrietty Spencer, córki 1. hrabiego Spencer.

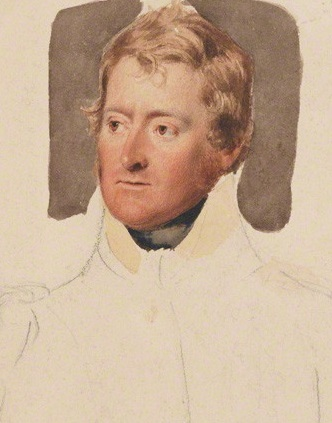
Frederick Cavendish Ponsonby autorstwa Thomasa Heaphy'ego

Wykształcenie odebrał w Harrow School, po czym w styczniu 1800 r. wstąpił do 10 pułku lekki dragonów (10th Light Dragoons). Już w czerwcu 1800 r. uzyskał rangę porucznika, a 20 sierpnia 1803 r. kapitana. W kwietniu 1806 r. zmienił jednostkę na 60 regiment pieszy (60th Regiment of Foot) i służył w sztabie księcia Bedford, lorda namiestnika Irlandii. 25 czerwca 1807 r. został awansowany do rangi majora. 6 sierpnia 1809 r. ponownie zmienił jednostkę. Tym razem wstąpił do 23 pułku lekkich dragonów (23rd Light Dragoons) i razem z nową jednostką został wysłany na wojnę do Portugalii i Hiszpanii.
Swój chrzest bojowy przeszedł w bitwie pod Talaverą. Odznaczył się w kolejnych walkach, i 15 marca 1810 r. otrzymał awans na stopień podpułkownika. W bitwach pod Buçaco i pod Barrosą był asystentem adiutanta generalnego lorda Wellingtona. Wsławił się prowadząc szarżę 2 regimentu huzarów (2nd Regiment of Hussars) przeciwko francuskim dragonom. 11 czerwca 1811 r. powierzono mu dowodzenie 12 pułkiem lekkich dragonów (12th Light Dragoons). Po upadku Badajoz, na rozkaz generała Stapletona Cottona, powstrzymywał przeważające siły francuskiej kawalerii Pierre’a Soulta, uniemożliwiając im dotarcie do ważnej miejscowości Llerena przed Anglikami. W decydującej bitwie pod Salamancą wraz ze swoimi dragonami przyczynił się do rozproszenia francuskiej piechoty cofającej się do Burgos. W 1814 r. brał udział w walkach na południu Francji. To on przekazał Wellingtonowi wieść o abdykacji Napoleona. Podczas stu dni został ciężko ranny prowadząc swoich dragonów do szarży bez wsparcia artylerii. W szpitalu opiekowała się nim siostra, lady Caroline Lamb.
20 stycznia 1824 r. został mianowany inspektorem polowym na Wyspach Jońskich. 27 maja 1825 r. został generałem-majorem i dowódcą wojsk na tych wyspach. 22 grudnia 1826 r. został gubernatorem Malty. Urząd ten pełnił do 1836 r. W tym czasie został odznaczony Krzyżem Wielkim Orderu Świętego Michała i Świętego Jerzego (1828 r.), Krzyżem Komandorskim Orderu Łaźni i Krzyżem Komandorskim Orderu Gwelfów (oba w 1831 r.). Był również kawalerem austriackiego Orderu Marii Teresy.
Po rezygnacji ze stanowiska gubernatora został pułkownikiem 86 regimentu pieszego (86th Regiment of Foot), później pułkownikiem Królewskich Dragonów (Royal Dragoons). Utrzymywał również bogatą korespondencję z księciem Wellingtonem. Zmarł nagle w 1837 r. w gospodzie pod Basingstoke.
16 marca 1825 r. poślubił lady Emily Charlotte Bathurst (zm. 1 lutego 1877), córkę Henry’ego Bathursta, 3. hrabiego Bathurst i Georginy Lennox, córki generała George’a Lennoxa. Frederick i Emily mieli razem syna i córkę:
- Selina Barbara Wilhelmina Ponsonby (zm. 22 lipca 1919), żona Williama Baringa, nie miała dzieci
- Henry Frederick Ponsonby (10 grudnia 1825 – 21 listopada 1895)